# Вулиця Степана Бандери (Калуш)
Вулиця споконвічно є центральною для міста.

## Розташування
Починається від перехрестя вулиць Грушевського і Підвальної з площею Героїв. До неї прилягають

зліва:
- вулиця Шевченка
- вулиця Франка
- вулиця Височанка
- вулиця Чехова
- вулиця Семена Височана
- вулиця Данила Галицького
- вулиця Стрілецька

справа:
- вулиця Сохацького
- вулиця Богуна
- вулиця Ярослава Косарчина
- вулиця Львівська.

Переходить у продовження — вулицю Івано-Франківську в місці прилягання зліва вулиці Тарнавського.
Вулиця є ділянкою Автошляху Р-84.

## Історія
Про існування її відомо ще з часів середньовіччя, як про вулицю, яка пролягала від ринкової площі попід стінами замку і переходила в дорогу на Станіслав, що й дало їй назву — Станіславська. Наявна на мапі Ф. фон Міга 1763—1787 рр. та на мапі Калуша 1809—1863 рр. Перейменована на вулицю Адама Міцкевича за часів польської окупації, після якої вулиці повернена історична назва Станіславської. 14.03.1947 перейменована рішенням райвиконкому № 19 на вулицю Сталіна. 27.11.1961 міськвоконкомом повернена історична назва, але вже 20.02.1964 перейменована на вулицю Терешкової на честь космонавтки, надалі радянської функціонерки. Через рік у зв'язку з її одруженням з Ніколаєвом і переходом на подвійне прізвище Ніколаєва-Терешкова на вулиці без офіційного перейменування були поміняні таблички на вулицю Ніколаєвої-Терешкової, але після офіційного розлучення в 1982 р. і переходу на дошлюбне прізвище знову міняли таблички. Після перших реальних виборів 1990 року міська рада рішенням від 25.12.1990 назвала вулицю ім'ям Степана Бандери. Додатковим мотивом надання назви стало розміщення в будинку № 5 районного КҐБ — щоб заставити каґебістів вказувати на кожному листі ненависне для них ім'я. 18 серпня 1992 року відкрито меморіальну дошку Степану Бандері (скульптор Володимир Довбенюк, архітектор Петро Пострильоний). 

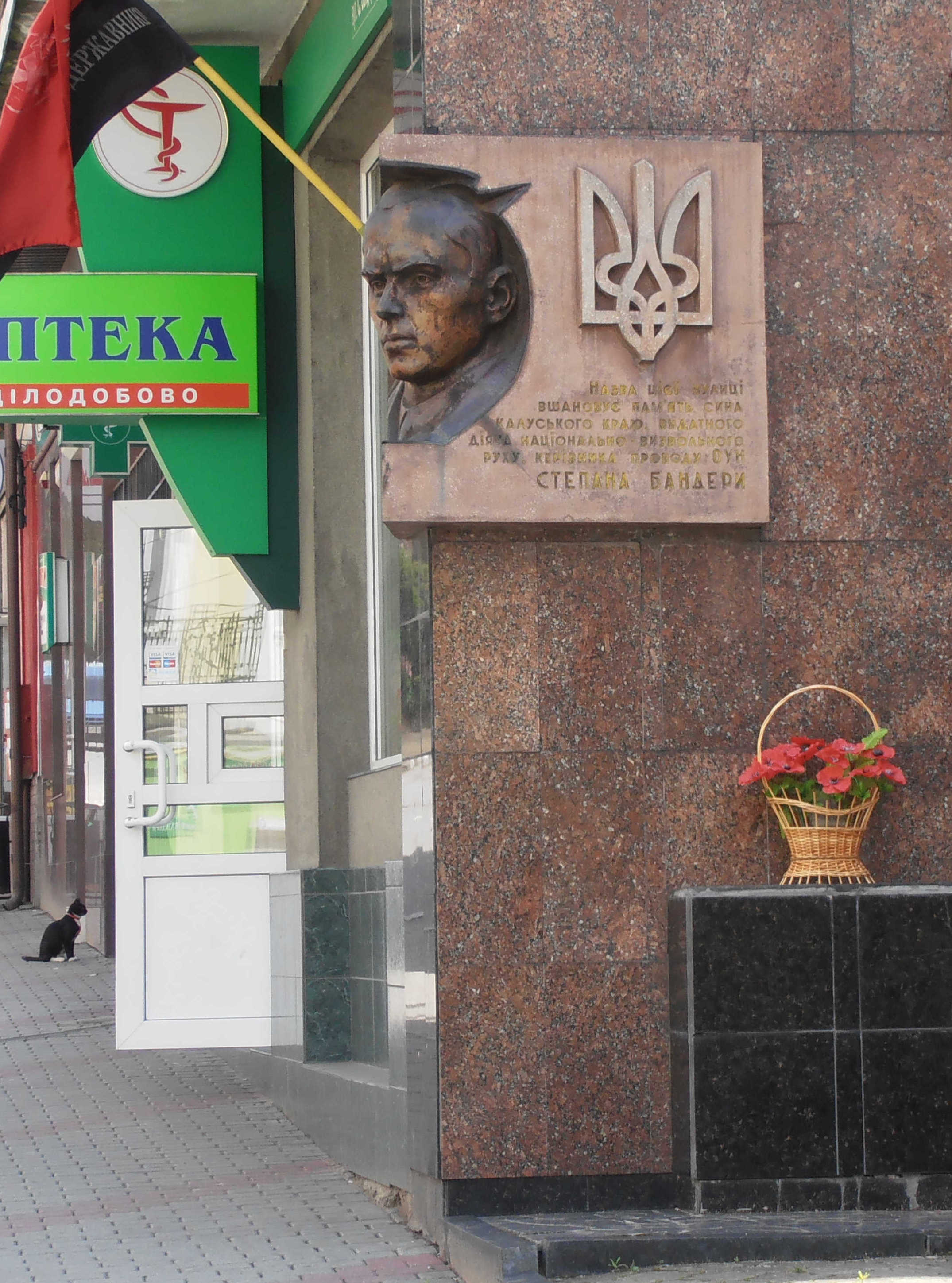
Барельєф Степана Бандери

## Сьогодення
Вулиця є практично монопольною у важливому напрямку на Івано-Франківськ, що й зумовлює інтенсивність дорожнього руху. Також початок вулиці в центрі міста зумовлює інтенсивність пішохідного руху на цьому відтинку та насиченість її магазинами і кафе. Таке розміщення зумовило наявність історичних будівель, зокрема приміщення повітового суду (тепер — музична школа), будинків Фільчинських та Куровця. Більшість автобусних зупинок, розташованих на вулиці С. Бандери, не обладнані ні кишенями для зупинки автобусів, ні павільйонами для очікування пасажирів. У 2023 році на останніх 230 метрах вулиці виклали тротуар з бруківки і пішоходи вже не змушені місити болото або ризикувати життям, ступаючи на асфальт шосейної частини.

## Фотографії

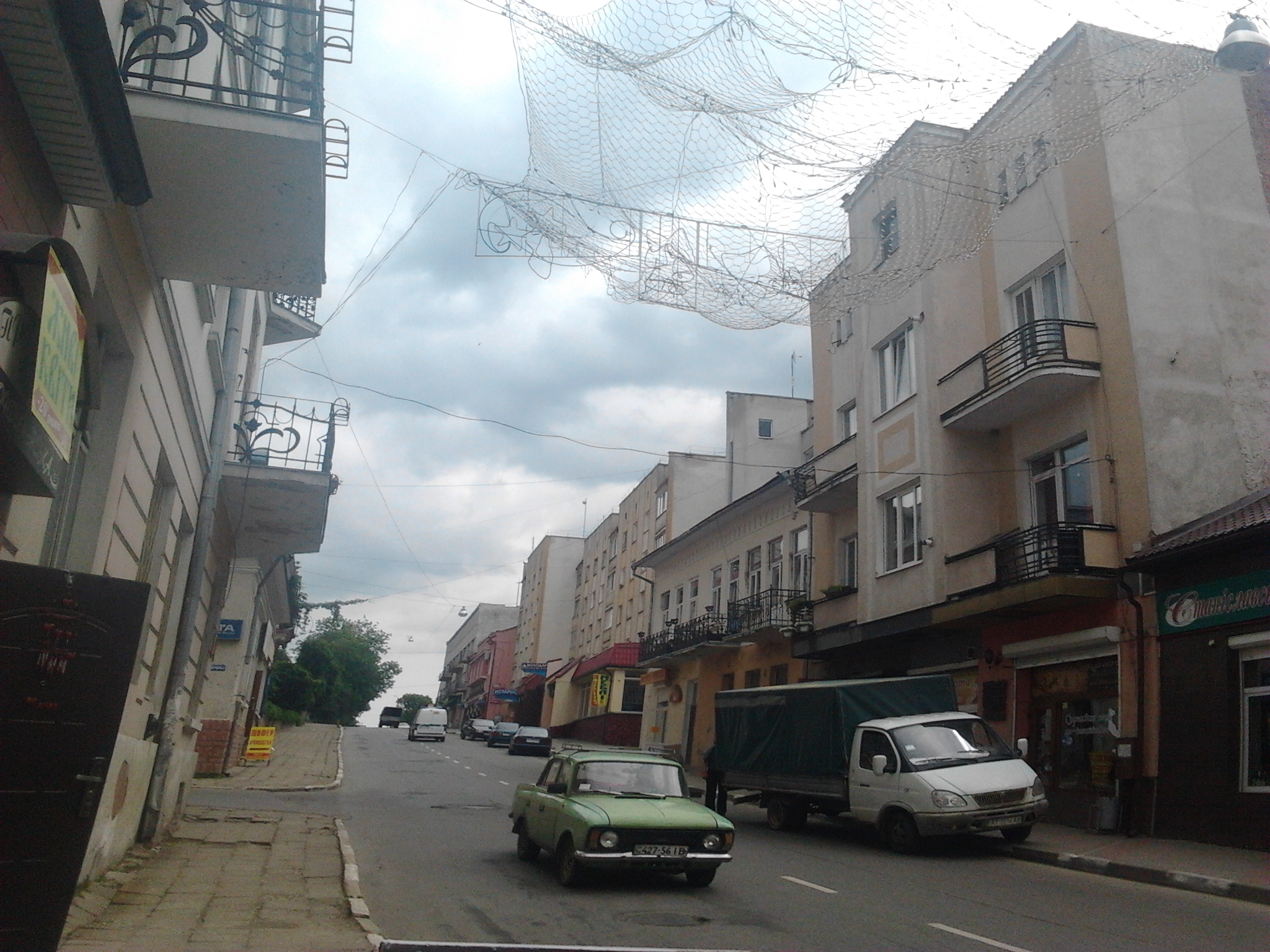
Підйом до міського парку
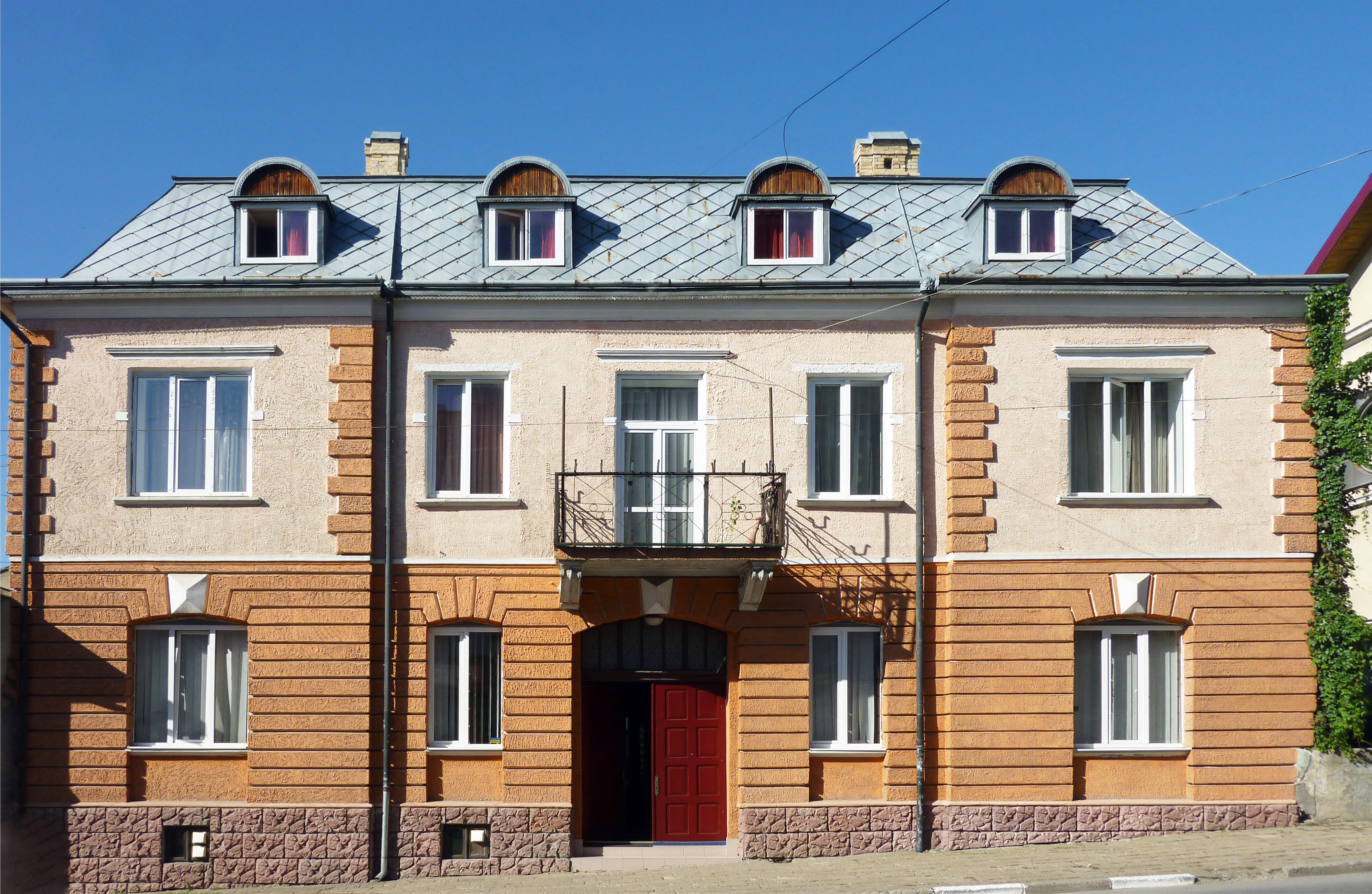
Будинок І. Куровця кін. XIX ст.
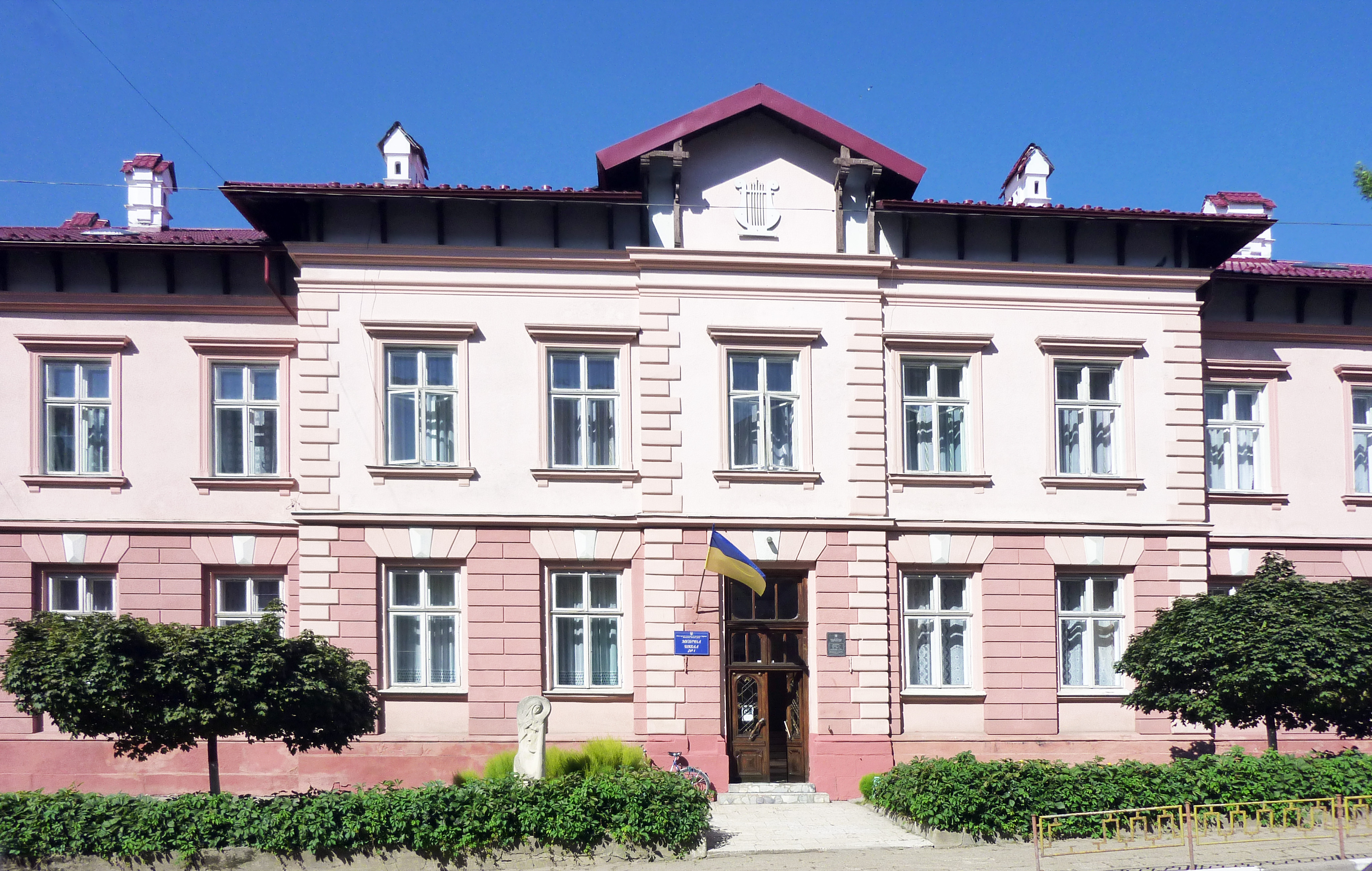
Музична школа
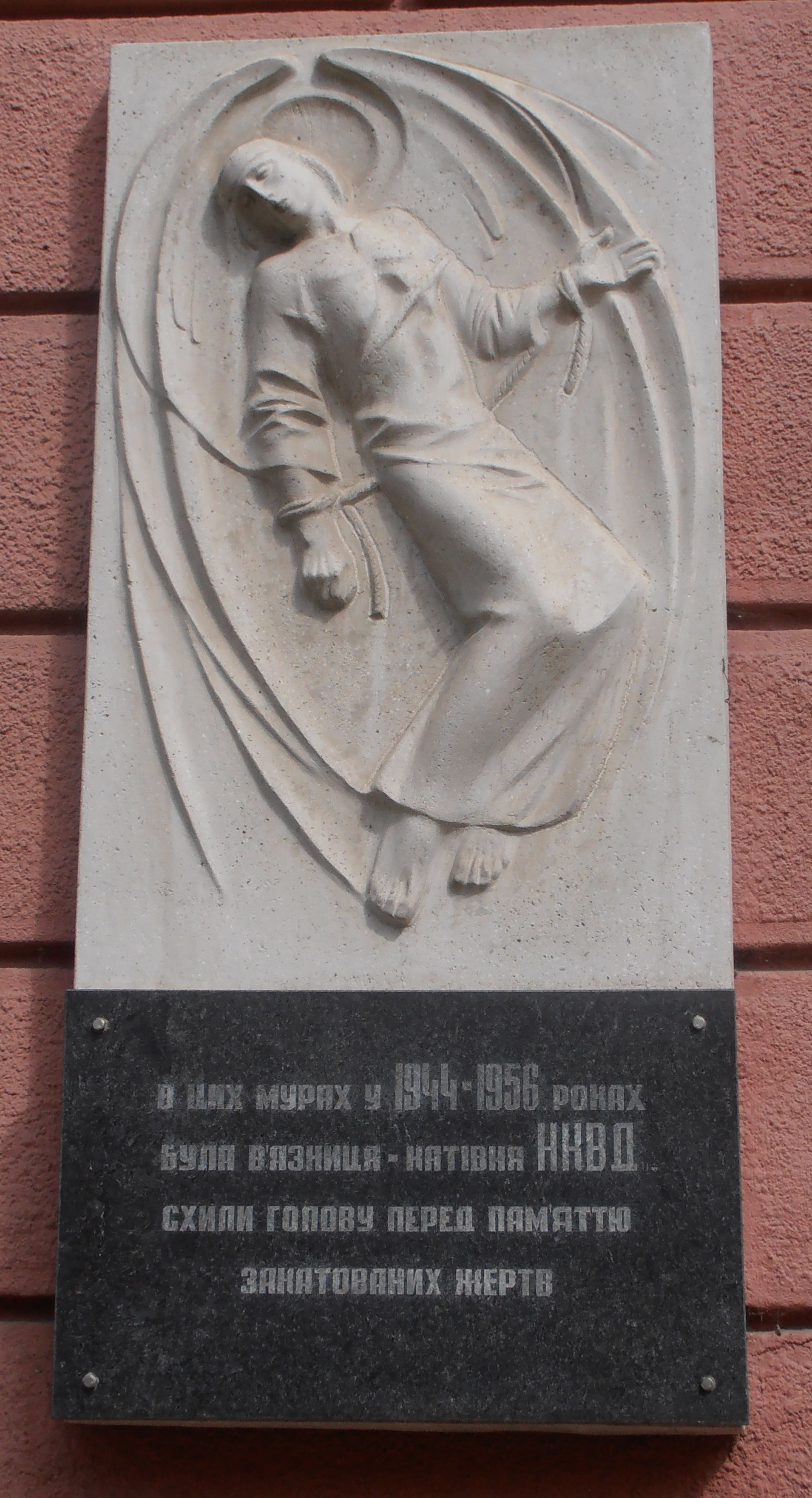
Барельєф закатованим у тюрмі НКВС
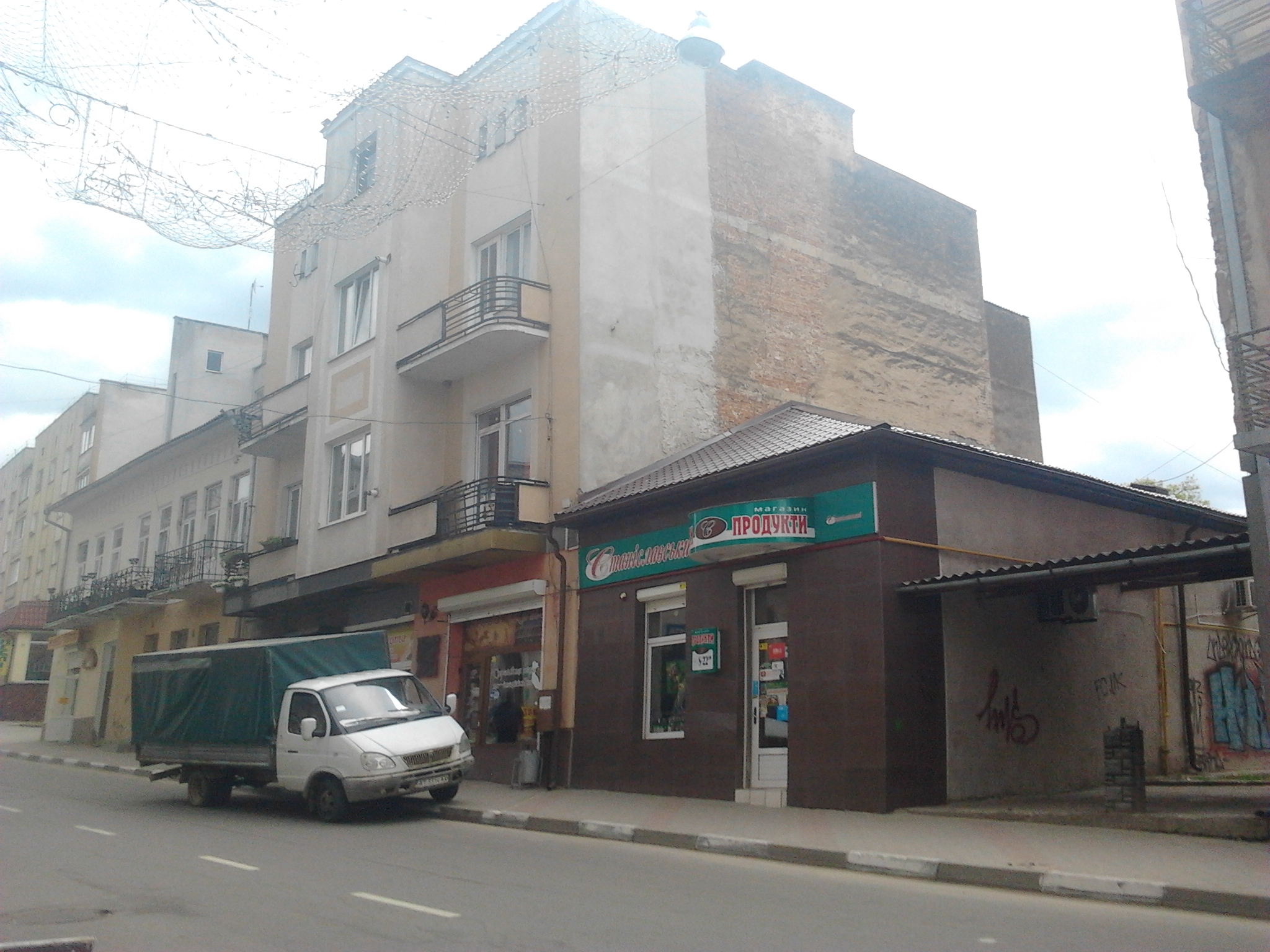
магазин Станіславський
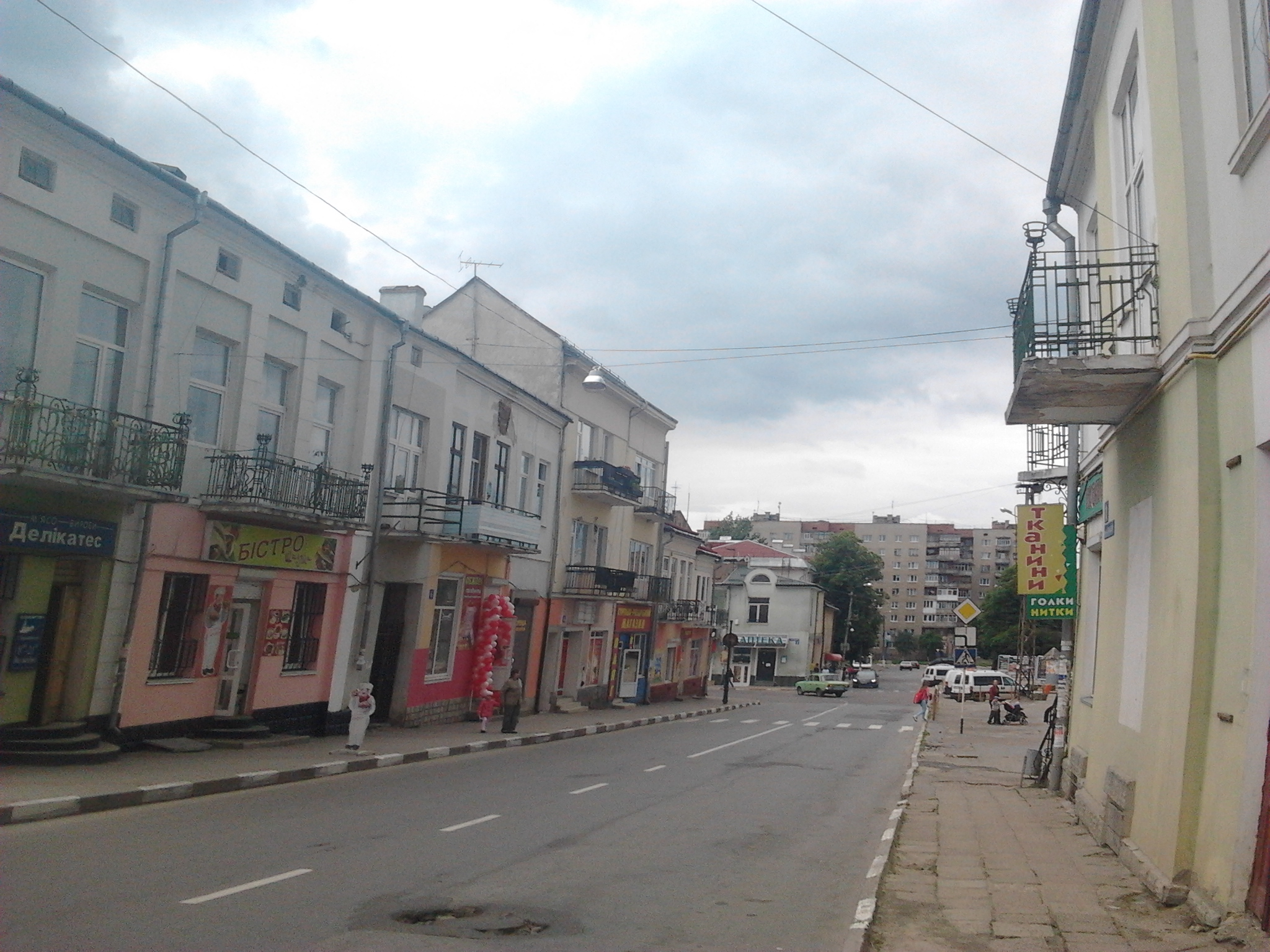
Схил до площі Героїв